# Fadżlit
Fadżlit (arab. فجليت) – miejscowość w Syrii, w muhafazie Tartus. W 2004 roku liczyła 2220 mieszkańców.